# GEN (音楽家)
GEN（ゲン）は、本名、芦川智一日本の作曲家、編曲家、演奏家、プロデューサー。音楽ユニットDur mollのリーダー、Love is Hereのメンバー。群馬県出身。誕生日9月21日。現、登利平取締役会長

## 人物・来歴
上州御用鳥めし本舗登利平の取締役会長を務める。
父は登利平創業者の芦川譲、母は現登利平取締役専務 芦川政子
幼少期からヴァイオリン、ピアノを弾きはじめる。
高校時代に作曲を始めると共に、ロックバンドのメンバーとしてキーボードを担当。
高校3年の秋、クラシック演奏会に向けた鍵盤演奏の練習時に右手に違和感を覚える（後年、局所性ジストニアと判明）。その後に控えていた音大進学への道を断念し、舞台アートの音楽や演劇の音楽を作りながら、様々な職を転々とする生活を続ける。
1999年、野村沙知代「Such A Beautiful Lady」をプロデュースし、CDとアナログのリリースで一躍話題となる。同時期にストリートシンガーなどを発掘し、プロデュースも試みる。
2001年に自身のポップスのパフォーマンスを体現する拠点としてDur moll（ドゥアモール）を結成。Dur mollではヴァイオリンやピアノを担当し、クラブミュージックなどで2006年までに約400本のライブを行う（メンバーの変遷、休止期を経て現在に至る）。
2006年に入ると右手の局所性ジストニアが悪化し、ヴァイオリン、ピアノの演奏が困難となる。2008年までステロイドを打ちながら無理な演奏を続けた結果、腱鞘炎が併発したことで更なる悪化をまねき、以後演奏ができなくなる。
2010年2月に東京女子医科大学の機能的脳神経外科を専門とする医師の平孝臣氏をたずね、定位脳手術を受けることを決心する。これにより過去20年以上悩まされ続けた局所性ジストニアを術後のリハビリを経て克服し、音楽活動の再開を果たした。なお、手術は2010年6月10日に行われ、本人はこの日を「2つ目の誕生日」と呼んでいる。
2015年に松平健主演のテレビドラマ「信州山岳刑事 道原伝吉3」で制作した劇伴音楽アルバムをリリースし、2017年にはユニット「Dur moll」の新メンバーと共に再始動を果たす。
2020年、篠原哲雄監督とのタッグが実現し、映画「癒しのこころみ〜自分を好きになる方法〜」、「陰陽師〜滝夜叉姫〜」（テレビ朝日）、翌2021年には映画「犬部!」の劇伴制作を担当する。また、秋沢健太朗主演の短編映画3作「ミスりんご」「お茶をつぐ」「MISSING」の主題歌、劇伴担当し、3作とも2021年の湯布院映画祭の上映作品になった。特に「お茶をつぐ」は海外の映画祭でも評価を得る。
2021年休止中であった接骨院長、川畑リョオ（ex.Small package）とのユニット、Love is Hereもfeatシンガーにウクレレ弾き語りで活動しているわかないづみを迎えて再始動する。
クラシック、R&B、HipHop、Popsなど、ジャンルレスに音楽のプロデュースをして活躍の場を拡げていることについては、「音楽におけるジャンルというのは単に便宜上の区別であり、ジャンルは自分自身」ということを信条としていることが背景にあるという。

## 音楽

### 映画
- 2020年7月 - 癒しのこころみ〜自分を好きになる方法〜（篠原哲雄監督・松井愛莉・八木将康）
- 2020年 - ミスりんご(主題歌)（岡部哲也監督・秋沢健太朗・反橋宗一郎）
- 2020年 - お茶をつぐ(主題歌)（篠原哲雄監督・秋沢健太朗・木村達成）
- 2020年 - MISSING（後藤庸介監督・秋沢健太朗・中村優一）
- 2021年7月 - 犬部!（篠原哲雄監督・林遣都・中川大志）
- 2024年5月 - ハピネス（篠原哲雄監督・窪塚愛流・蒔田彩珠）
- 2024年10月 - 本を綴る（篠原哲雄監督・矢柴俊博・宮本真希・遠藤久美子）

### テレビドラマ
- 2015年 - 信州山岳刑事 道原伝吉3・4（テレビ東京・松平健)
- 2020年 - 陰陽師〜滝夜叉姫〜（テレビ朝日・佐々木蔵之介・市原隼人)

### 主なプロデュース作品
- 野村沙知代「Such A Beautiful Lady」（1999）
- Dur moll「Borderless」（2003）、「Melodia」（2005）
- Small package「秋桜」（2003）、「紫陽花」（2005）
- Various Artist「High Grade Project 2008」(2008)(8/16Tracks/韻踏合組合・YOUNG DAIS・漢・D.O・YOUTH・BIGI‘ｚMAFIA etc.)
- GEN「Exotic」（2015）、「癒しのこころみ〜自分を好きになる方法〜/サウンドトラック（2020）、「犬部!/サウンドトラック」（2021）
- Love is Here feat.わかないづみ「ラポール」（2021）

### アレンジ・共演
- OZROSAURUS - Rhyme & BluesのツアーファイナルDVD/横浜BLITS（2006）（ストリングアレンジ・ヴァイオリン演奏）
- SOUL'd OUT - DVD/武道館公演（2007)（アンコール曲「戦士達 天使達 ~Livin' for Today」・1stヴァイオリン演奏)